# Associazione Sportiva Sorrento 1988-1989
Questa voce raccoglie le informazioni riguardanti l'Associazione Sportiva Sorrento nelle competizioni ufficiali della stagione 1988-1989.

## Stagione
Nella stagione 1988-1989 il Sorrento allenato da Salvatore Di Somma disputa il girone D del campionato di Serie C2, raccoglie 36 punti che valgono il quinto posto finale. Nella Coppa Italia di Serie C i rossoneri hanno disputato il girone R di qualificazione, che ha promosso l'Ischia Isolaverde. I verdetti del campo sono stati: Campania e Siracusa promosse in Serie C1, Juventus Gela, Afragolese e Juve Stabia retrocesse nel Campionato Interregionale. Tra i dilettanti ha dovuto ripartire anche il Sorrento, che ha dovuto fare i conti con le difficoltà finanziarie, per iscriversi al prossimo torneo di Serie C2. Passeranno 17 anni prima che il Sorrento possa ritornare nel mondo professionistico.

## Rosa
| N. |                   | Ruolo | Calciatore           |
| -- | ----------------- | ----- | -------------------- |
|    | Italia (bandiera) | P     | Antonino Ferone      |
|    | Italia (bandiera) |       | Agovino              |
|    | Italia (bandiera) | A     | Maurizio Balistrieri |
|    | Italia (bandiera) | A     | Giovanni Brugaletta  |
|    | Italia (bandiera) | P     | Francesco Caporossi  |
|    | Italia (bandiera) |       | Cavallaro            |
|    | Italia (bandiera) | D     | Gianluca Cesaro      |
|    | Italia (bandiera) |       | Colletto             |
|    | Italia (bandiera) | A     | Nunzio Cuofano       |
|    | Italia (bandiera) |       | D'Alessio            |
|    | Italia (bandiera) | C     | Alfonso Di Lascio    |
|    | Italia (bandiera) | A     | Giovanni Di Martino  |
|    | Italia (bandiera) | D     | Ciro Esposito        |
|    | Italia (bandiera) | D     | Adis Feruglio        |

| N. |                   | Ruolo | Calciatore            |
| -- | ----------------- | ----- | --------------------- |
|    | Italia (bandiera) | C     | Marco Fiodo           |
|    | Italia (bandiera) | D     | Angelo Fucina         |
|    | Italia (bandiera) | C     | Salvatore Ianniello   |
|    | Italia (bandiera) | C     | Antonio Magliocca     |
|    | Italia (bandiera) | P     | Sandro Mancini        |
|    | Italia (bandiera) | C     | Alessandro Pane       |
|    | Italia (bandiera) | C     | Jonni Pivetta         |
|    | Italia (bandiera) |       | Processi              |
|    | Italia (bandiera) | A     | Domenico Scala        |
|    | Italia (bandiera) | D     | Domenico Scognamiglio |
|    | Italia (bandiera) | D     | Antonio Somma         |
|    | Italia (bandiera) | C     | Bartolomeo Taddia     |
|    | Italia (bandiera) | C     | Enrico Venditelli     |
|    | Italia (bandiera) | C     | Alessandro Vitti      |

## Risultati

### Campionato

#### Girone di andata
| 11 settembre 1988 1ª giornata | Cavese | 3 – 1 | Sorrento |  |

| 18 settembre 1988 2ª giornata | Sorrento | 4 – 1 | Turris |  |

| 25 settembre 1988 3ª giornata | Vigor Lamezia | 3 – 1 | Sorrento |  |

| 2 ottobre 1988 4ª giornata | Sorrento | 0 – 1 | Campania |  |

| 9 ottobre 1988 5ª giornata | Juventus Stabia | 0 – 1 | Sorrento |  |

| 16 ottobre 1988 6ª giornata | Sorrento | 0 – 0 | Nola |  |

| 23 ottobre 1988 7ª giornata | Battipagliese | 1 – 1 | Sorrento |  |

| 30 ottobre 1988 8ª giornata | Sorrento | 1 – 1 | Gela J.T. |  |

| 6 novembre 1988 9ª giornata | Sorrento | 1 – 0 | Atletico Leonzio |  |

| 13 novembre 1988 10ª giornata | Afragolese | 2 – 1 | Sorrento |  |

| 20 novembre 1988 11ª giornata | Sorrento | 0 – 2 | Lodigiani |  |

| 27 novembre 1988 12ª giornata | Latina | 1 – 1 | Sorrento |  |

| 4 dicembre 1988 13ª giornata | Benevento | 1 – 2 | Sorrento |  |

| 11 dicembre 1988 14ª giornata | Sorrento | 0 – 0 | Siracusa |  |

| 18 dicembre 1988 15ª giornata | Kroton | 0 – 0 | Sorrento |  |

| 31 dicembre 1988 16ª giornata | Sorrento | 3 – 2 | Trapani |  |

| 8 gennaio 1989 17ª giornata | Cynthia | 1 – 1 | Sorrento |  |

#### Girone di ritorno
| 15 gennaio 1989 18ª giornata | Sorrento | 1 – 0 | Pro Cavese |  |

| 22 gennaio 1989 19ª giornata | Turris | 2 – 2 | Sorrento |  |

| 5 febbraio 1989 20ª giornata | Sorrento | 1 – 0 | Vigor Lamezia |  |

| 12 febbraio 1989 21ª giornata | Campania | 1 – 0 | Sorrento |  |

| 19 febbraio 1989 22ª giornata | Sorrento | 0 – 0 | Juventus Stabia |  |

| 5 marzo 1989 23ª giornata | Nola | 0 – 0 | Sorrento |  |

| 12 marzo 1989 24ª giornata | Sorrento | 0 – 0 | Battipagliese |  |

| 19 marzo 1989 25ª giornata | Gela J.T. | 1 – 0 | Sorrento |  |

| 25 marzo 1989 26ª giornata | Atletico Leonzio | 2 – 0 | Sorrento |  |

| 9 aprile 1989 27ª giornata | Sorrento | 3 – 1 | Afragolese |  |

| 16 aprile 1989 28ª giornata | Lodigiani | 2 – 0 | Sorrento |  |

| 23 aprile 1989 29ª giornata | Sorrento | 1 – 0 | Latina |  |

| 30 aprile 1989 30ª giornata | Sorrento | 2 – 1 | Benevento |  |

| 14 maggio 1989 31ª giornata | Siracusa | 0 – 0 | Sorrento |  |

| 21 maggio 1989 32ª giornata | Sorrento | 2 – 1 | Kroton |  |

| 28 maggio 1989 33ª giornata | Trapani | 3 – 1 | Sorrento |  |

| 4 giugno 1989 34ª giornata | Sorrento | 1 – 1 | Cynthia |  |